# Baia di Glen
La baia di Glen (in inglese Glen Bay) è una piccola insenatura situata sulla selvaggia e frastagliata costa occidentale del Donegal, nell'Irlanda nord-occidentale.

## Descrizione
La baia deve il nome alla zona circostante, ovvero della comunità di Glencolmcille: glen nelle lingue gaeliche significa semplicemente vallata, quindi "baia della vallata". È delimitata a nord da capo Glen (Glen Head) e a sud da Rossan Point.
Morfologicamente ha una forma piuttosto tormentata, formata da piccolissime insenature minori all'interno a forma di ferro di cavallo, mentre nel complesso sembra più un estuario.